# Dachstein (masyw górski)
Uzasadnienie: masyw i grupa górska to to samo, artykuły dotyczą tego samego

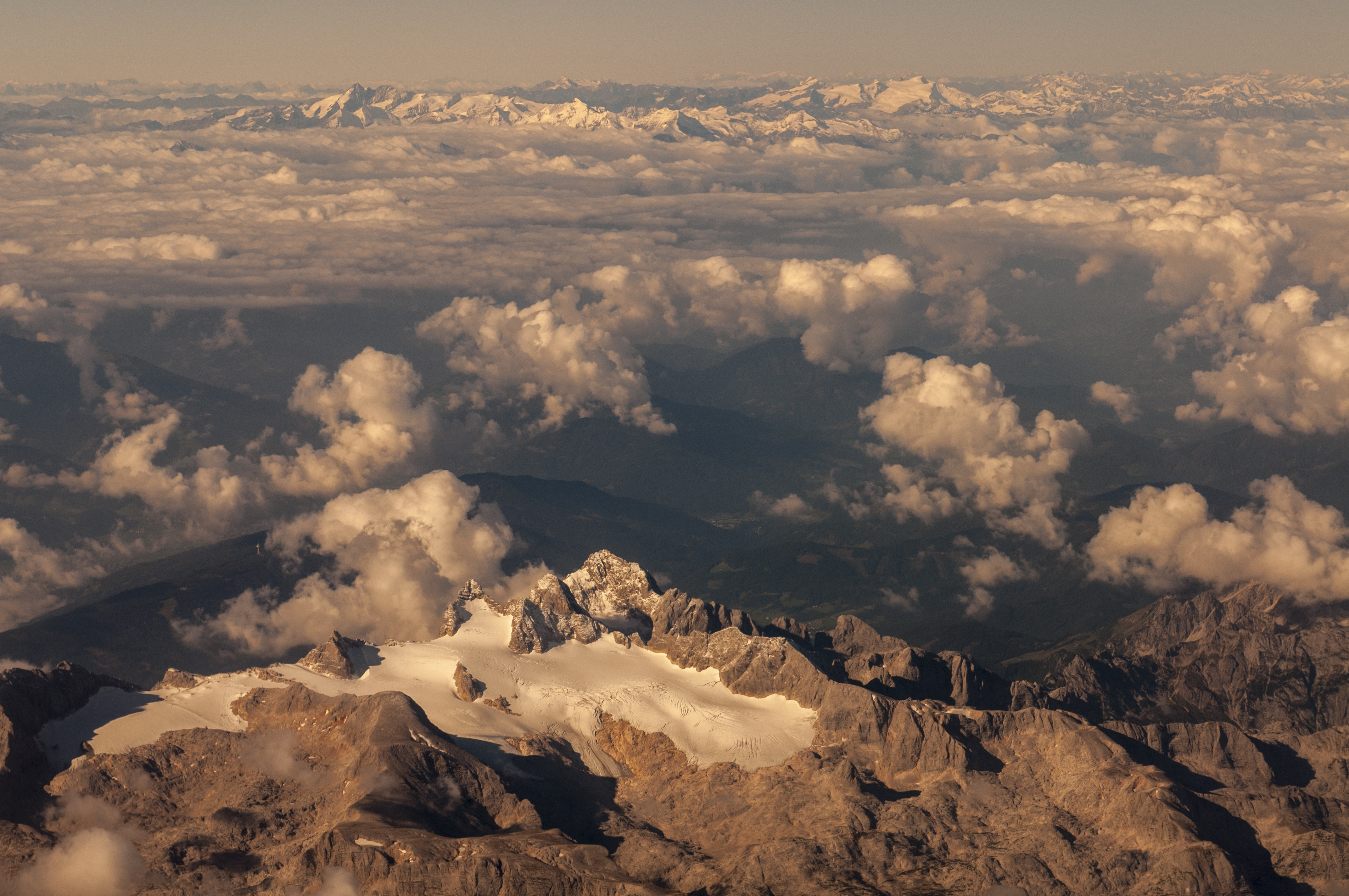
Dachstein

Dachstein – masyw górski w Alpach Salzburskich (Austria).
Masyw zbudowany jest z wapieni. Na jego terenie występują liczne formy krasowe, m.in. słynne jaskinie: Rieseneishöhle (Lodowa) i Mammuthöhle (Mamucia). Znajdują się tu dwa systemy kolejek linowych, z których jeden znajdujący się na północy masywu prowadzi do Jaskiń Lodowych oraz na szczyt Krippenstein (2109 m n.p.m.), natomiast drugi system wiedzie na szczyt Hunerkogel. Najwyższy szczyt masywu, Hoher Dachstein, osiąga wysokość 2995 m. Pod szczytem na wysokości ok. 2700 m na lodowcu istnieją rozległe tereny narciarskie, wyciągi, trasy do uprawiania narciarstwa biegowego.
Masyw wpisany został na listę światowego dziedzictwa UNESCO jako część obszaru określonego jako „krajobraz kulturowy Hallstatt-Dachstein Salzkammergut”.
Dachstein to także nazwa austriackiej firmy produkującej sprzęt wspinaczkowy, turystyczny i narciarski.

## Bibliografia

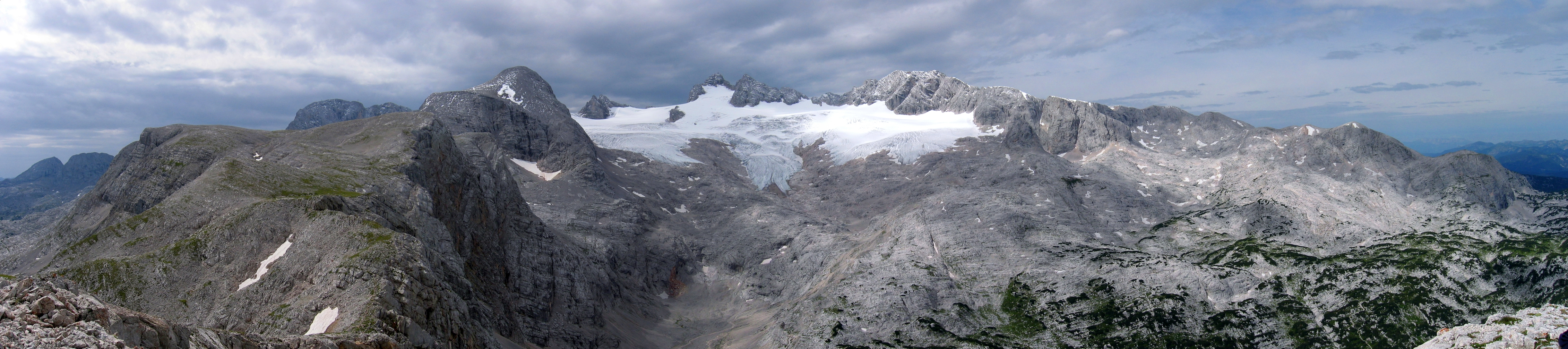
Panorama masywu Dachstein

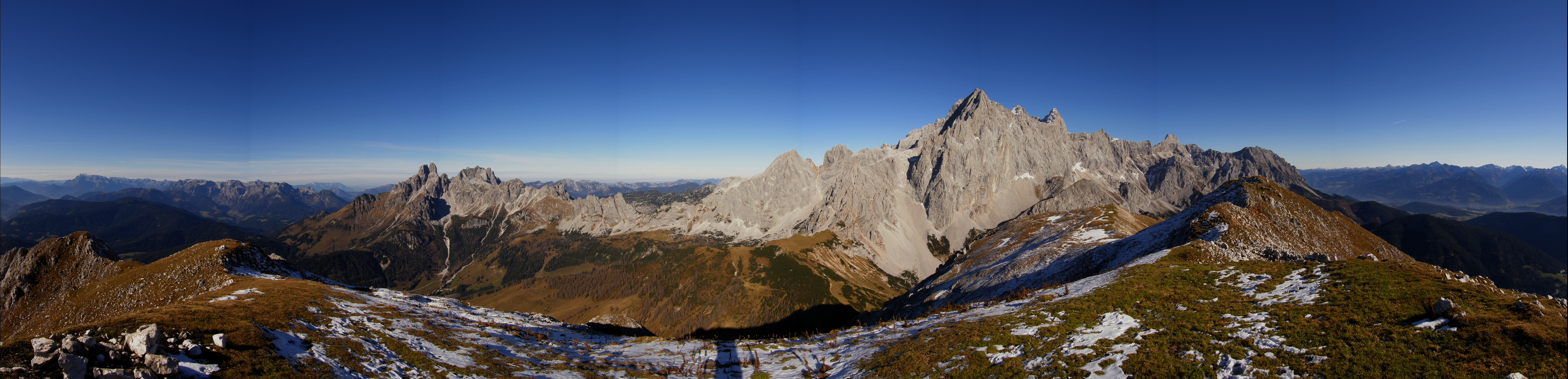
Panorama masywu Bischofsmütze (2458 m n.p.m.) i masywu Dachstein (2995 m n.p.m.) widoczna od południowego zachodu, ze szczytu Rötelstein (2245 m n.p.m.).